# Andreas Assiōtīs
Andreas Assiōtīs (in greco: Aνδρέας Ασσιώτης; 3 gennaio 1945) è un ex calciatore cipriota, di ruolo centrocampista.

## Carriera
Ha giocato la sua unica partita per la nazionale cipriota nel 1971.